# 馬庫斯·威瑟斯
馬庫斯·喬·威瑟斯（1997年8月5日—）為美國男子籃球運動員，場上位置為小前锋。
馬庫斯·威瑟斯有一位大他3分鐘的異卵雙胞胎哥哥麥可·威瑟斯，兄弟倆在肖尼米申北高中分別保有隊史得分第一與第二的紀錄。父親麥可·威瑟斯過往曾是籃球運動員，在兄弟倆五歲時逝世，父親是邁阿密大學教練約翰·庫珀童年時的偶像，兄弟倆因緣際會下大學進入邁阿密大學就讀，但大一賽季進行到一半時兄弟倆有著考慮一起轉學的想法，賽季下半段兄弟倆開始認為是時候要分道揚鑣，賽季結束後教練庫珀被邁阿密大學開除，使得兄弟倆作出離開邁阿密大學的決定變得更加簡單，馬庫斯轉學到杜肯大学，麥可則到俄克拉何马州立大学静水校区，2019年麥可因為球場外的作為被踢出校隊，之後轉往德州南方大學效力，在NCAA宣布讓每位球員擁有額外一年資格時，兄弟倆考慮大學最後一年團聚，而庫珀在2020年成為南方卫理公会大学的助理教練，也因此南方卫理公会大学成為兄弟倆大學最終篇章的最佳選擇。
2022年11月威瑟斯加盟菲律賓籃球協會生力啤酒人，作為球隊在2023年PBA總督盃的外援。生力啤酒人曾考慮讓馬庫斯打原定在马尼拉舉辦的東亞超級聯賽冠軍週，但隨著賽程異動，生力啤酒人讓威瑟斯離隊。2023年1月威瑟斯轉戰北港巴塘碼頭。2023年2月威瑟斯被凯文·墨菲取代而離隊，威瑟斯場均可貢獻31.8分、10籃板、2.5助攻以及1.25阻攻。2023年3月威瑟斯加盟T1聯盟臺南台鋼獵鷹，中文登錄名為「威樂斯」。威瑟斯代表臺南台鋼獵鷹出賽7場，場均表現為17.1分、7.9籃板、1.3助攻、1.1助攻。2023年7月威瑟斯加盟MKE安卡拉力量。威瑟斯總計出賽11場，場均可挹注18.7分、9.3籃板、3.4助攻、1.5助攻、1.1阻攻。11月26日，莫爾納宣布與威瑟斯完成簽約。2024年8月26日，索波特特里弗宣布與威瑟斯簽下一年合約。

## 外部連結
- 馬庫斯·威瑟斯在fiba.basketball（英语）
- 馬庫斯·威瑟斯在歐洲籃球聯賽官網（英语）
- 馬庫斯·威瑟斯在亞得里亞海聯賽官網（英语）
- 馬庫斯·威瑟斯在Basketball-Reference.com（國際）（英语）
- 馬庫斯·威瑟斯在Sports-Reference.com（NCAA）（英语）
- 馬庫斯·威瑟斯在Eurobasket.com（球員）（英语）
- 馬庫斯·威瑟斯在Proballers（英语）
- 馬庫斯·威瑟斯在RealGM（英语）
- 馬庫斯·威瑟斯在Flashscore（英语）